# Luv 4 Luv
Singles de Robin S.
Show Me Love
(1993) What I Do Best
(1993)
Luv 4 Luv est une chanson de Robin S. parue sur son premier album Show Me Love (en) (1993). Elle est sortie le 11 août 1993 en tant que second single de l'album après Show Me Love.
Écrite par Allen George et Fred McFarlane, le titre atteint la première place du Hot Dance Club Songs.

## Liste de titres
| 1. | Luv 4 Luv (Stones Club Mix)    | 6:05 |
| 2. | Luv 4 Luv (Stones Dark Mix)    | 5:37 |
| 3. | Luv 4 Luv (Nick Nice Club Mix) | 5:03 |

## Crédits
- Allen George, Fred McFarlane - producteur
- StoneBridge - coproducteur
- StoneBridge, P. Dennis Mitchell, Junior Vasquez - mixage audio
- P. Dennis Mitchell, Dave Sussman, Nat Foster, Robert Kiss - ingénieurs
- Fred McFarlane, Joe Moskowitz, Matt Thomas, Stonebridge, Robert Kiss - claviers
- Paul Jackson Jr., Dana Reed, Mike Cantwell - guitare
- Dana Reed, Debbie Cole, Dennis Taylor, Kim Miller, Luci Martin, Robin Stone, Vivian Sessoms - chœurs

## Classements
| Classement (1993–1994)                    | Meilleure position |
| ----------------------------------------- | ------------------ |
| Allemagne (Media Control AG)              | 20                 |
| Autriche (Ö3 Austria Top 40)              | 16                 |
| Belgique (Flandre Ultratop 50 Singles)    | 7                  |
| Canada (Dance/Urban)                      | 3                  |
| Espagne (AFYVE)                           | 7                  |
| États-Unis (Hot 100)                      | 53                 |
| États-Unis (Dance Club Songs)             | 1                  |
| États-Unis (Hot Dance Music/Maxi-Singles) | 4                  |
| États-Unis (R&B/Hip-Hop Songs)            | 52                 |
| États-Unis (Rhythmic Songs)               | 29                 |
| Europe (Eurochart Hot 100)                | 28                 |
| Europe (European Dance Radio)             | 1                  |
| Finlande (Suomen virallinen lista)        | 18                 |
| France (SNEP)                             | 15                 |
| Irlande (Irish Singles Chart)             | 24                 |
| Islande (Íslenski Listinn Topp 40)        | 20                 |
| Italie (Musica e dischi)                  | 9                  |
| Pays-Bas (Nederlandse Top 40)             | 4                  |
| Pays-Bas (Single Top 100)                 | 5                  |
| Royaume-Uni (UK Singles Chart)            | 11                 |
| Suède (Sverigetopplistan)                 | 21                 |
| Suisse (Schweizer Hitparade)              | 20                 |
| Zimbabwe (ZIMA)                           | 3                  |

| Classement (1993)             | Position |
| ----------------------------- | -------- |
| Belgique (Flandre Ultratop)   | 44       |
| Canada (RPM Dance)            | 34       |
| Europe (Eurochart Hot 100)    | 99       |
| Pays-Bas (Nederlandse Top 40) | 40       |
| Pays-Bas (Single Top 100)     | 49       |